# Irène Mürner
Irène Mürner (* 1972 in St. Gallen) ist eine Schweizer Schriftstellerin.

## Leben
Irène Mürner wurde in St. Gallen geboren. Nach der Lehrerinnenausbildung unterrichtete sie fünf Jahre an der Oberstufe Sonnenhof in Wil St. Gallen. In dieser Zeit absolvierte sie die Ausbildung zur Schul- und Gemeindebibliothekarin. Im Jahr 2000 kündigte sie und reiste während eines Jahres durch Australien, Südamerika und Kanada. 2001 wurde sie Flight Attendant bei der Swissair, verlor aber im gleichen Jahr auf Grund des Firmenbankrotts ihre Stelle. Während eines halben Jahres arbeitete sie als kaufmännische Angestellte für die Swisscom und begann anschliessend 2002 die Ausbildung bei der Stadtpolizei Zürich zur Polizistin. Gleichzeitig war sie journalistisch tätig für das Mitarbeiterheft Stapo Info und als Bloggerin für den Zoo Zürich mit den Zoogeschichten. Nach acht Jahren verliess sie die Stapo Zürich und begann mit dem Schreiben von Krimis. Seither sind diverse Kriminalromane und Kurzgeschichten veröffentlicht worden.
Irène Mürner hat 2005 geheiratet und ist Mutter zweier Töchter. Von 2014 bis 2019 lebte die Familie in Nairobi, wo Mürner einen Blog über Reisen und Alltag in Kenia veröffentlichte, sowie in der Schulbibliothek der Deutschen Schule Nairobi mithalf. 2020 begann sie im Tropenhaus Frutigen als Besucherführende und blieb bis zur Schliessung des Hauses. Seit Mai 2024 arbeitet sie in einem kleinen Pensum im Schlossmuseum Spiez. 2025 begann sie als Bibliothekarin in der Spiezer Bibliothek. 
Mürner ist Mitglied im Krimi Schweiz – Verein für schweizerische Kriminalliteratur..

## Werk
- Herzversagen. Gmeiner-Verlag, Messkirch 2013, ISBN 978-3-8392-1400-8.
- Altweiberfrühling. Gmeiner-Verlag, Messkirch 2014, ISBN 978-3-8392-1531-9.
- Schussbereit. Gmeiner-Verlag, Messkirch 2016, ISBN 978-3-8392-1828-0.
- Todessturz. Gmeiner-Verlag, Messkirch 2017, ISBN 978-3-8392-2144-0.
- Stock, Stein, Tod. Gmeiner-Verlag, Messkirch 2019, ISBN 978-3-8392-2406-9.
- Lügen am Züriberg. Gmeiner-Verlag, Messkirch 2020, ISBN 978-3-8392-2581-3.
- Mord im Tropenhaus, Gmeiner-Verlag, Messkirch 2024, ISBN 978-3-8392-0631-7.[2]
- Tod im Schloss Spiez, Gmeiner-Verlag, Messkirch 2025, ISBN 978-3-8392-0825-0.